# Kasavuori (Soukka)
Pour les articles homonymes, voir Kasavuori.
Kasavuori est une colline rocheuse du quartier de Soukka à Espoo en Finlande.

## Présentation
Kasavuori est une colline rocheuse sur la rive est de la baie Espoonlahti, au sud du quartier résidentiel de Souka et à l'ouest de la route de Suvisaaristo. 
Le sommet de la rive ouest s'élève à une hauteur de 44 mètres d'altitude, et il offre une vue panoramique sur le golfe de Finlande et la côte sud-ouest d'Espoo.
Kasavuori fait partie des zones rocheuses de valeur nationale. 
En raison de la fissure horizontale caractéristique du granite, les pentes de la zone sont étagées à certains endroits. 
Kasavuori avait un point de tir de signalisation qui faisait partie de la chaîne de défense côtière.

## Galerie

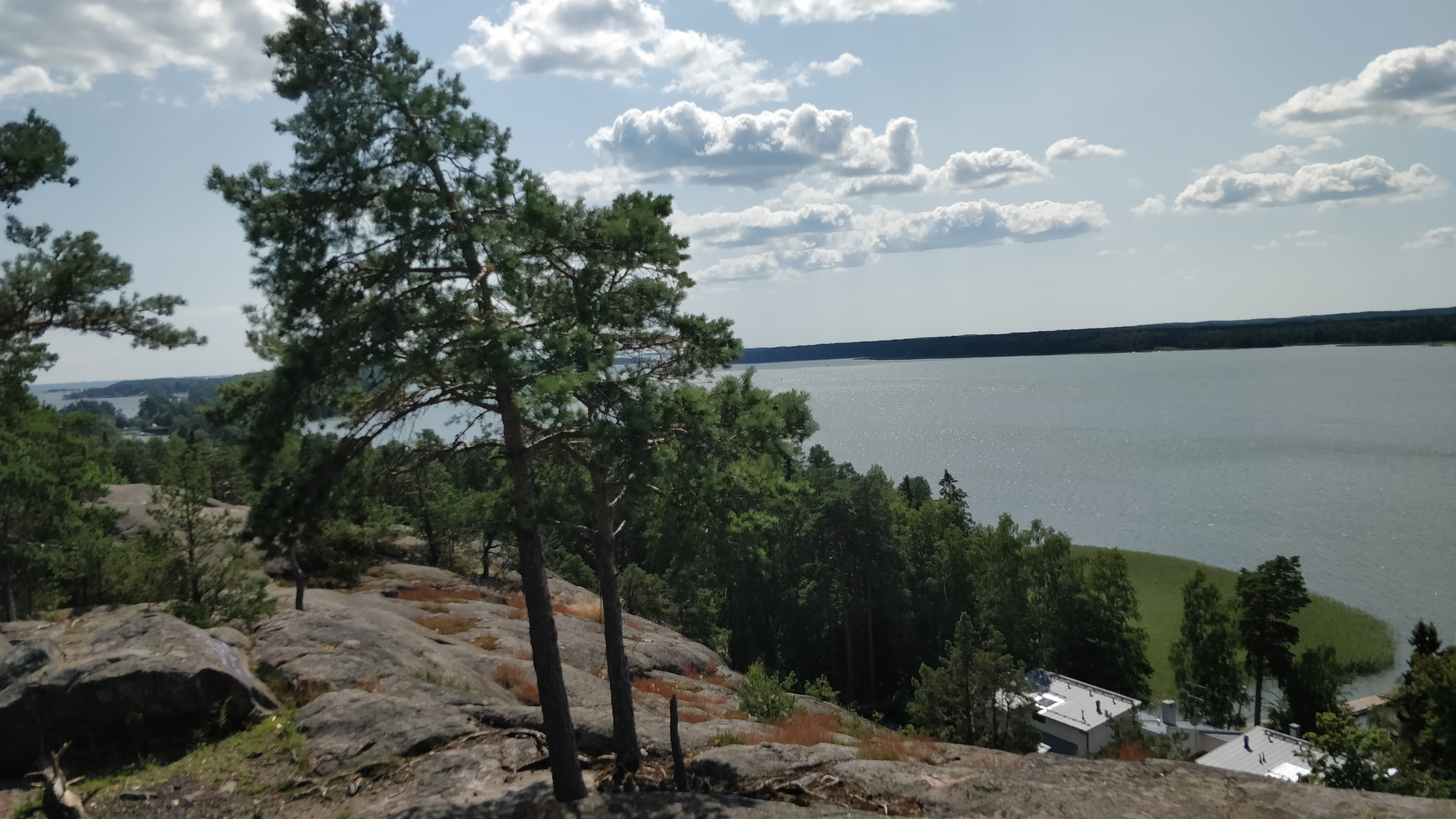
Kasavuori en été 2019.
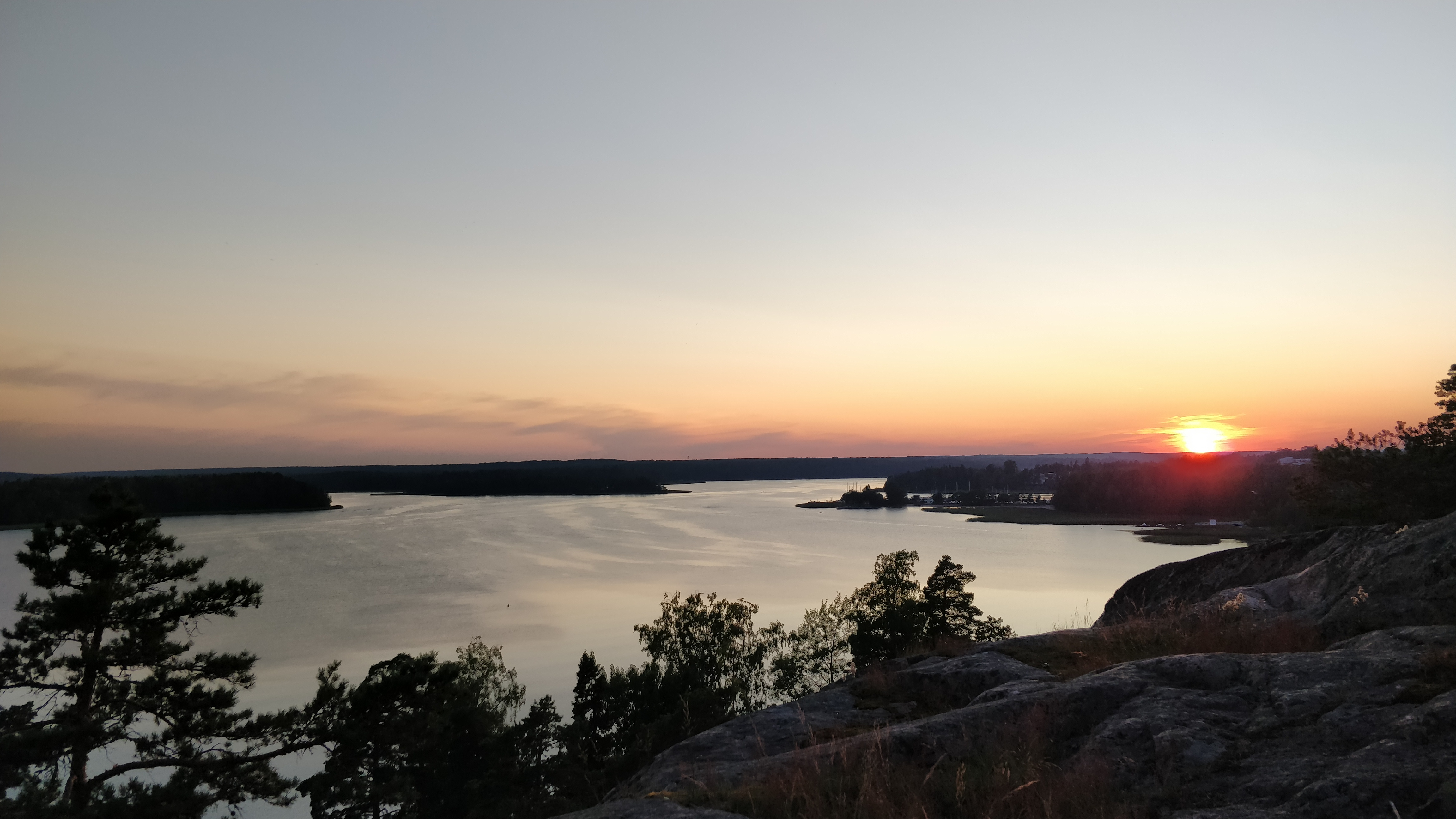
Kasavuori au printemps 2019.

.